# 苗疆长城
苗疆长城，原稱苗疆邊牆，位于湖南省湘西自治州，由于其为中国南方的唯一的长城，所以又称中国南长城，简称南长城。

## 长城的“发现”
2000年4月下旬，凤凰县县委和县政府为了准备申报凤凰为国家历史文化名城，专程邀请了中华人民共和国建设部古建筑专家赵景慧、國家文物局古建筑专家组长、长城学会副会长罗哲文等10多人来凤凰古城进行全面考察。当时当地随行人员介绍“苗疆边墙”时，寻找了南方长城长达50年之久的罗哲文对此十分感兴趣，并爬上城墙进行具体考察研究。4月底，专家得出结论，认定该边墙即是南方长城。

## 历史
苗疆长城大体位于凤凰县境内，全长190公里，北起湘西古丈县的喜鹊营（一说旦武营），南到湘西凤凰县的亭子关，多修建在陡峭的山脊上。与北方长城不同的是，苗疆长城的防御目的不是为了抵抗游牧民族的入侵，而是为了隔离生苗（未服从朝廷的苗族）和熟苗（服从朝廷的苗族）以防止生苗造事。长城始建于明朝万历年间（1573年-1620年），由明朝朝廷拨款四万两白银修建而成。
明朝末年，苗族暴动，把边墙夷为平地。清朝政府则在边墙旧址上重新建设了新的城墙，继续防止苗民的暴动。

## 规模与边防
南长城共有1300多座用于屯兵、防御用的由汛堡、碉楼、屯卡、哨台、炮台、关门，仅凤凰县境内就有800多座。当时的驻兵约4000-5000人，最多时曾增到7000人左右。城墙高约3米，底宽2米，墙顶端宽1米。当地的地名也因此而大都以炮台、哨、卡、堡、碉、关、营来命名。
长城总体比北方长城要小，并且石块也只有北方长城的六分之一到十分之一大小，论其原因应该是苗族的军事实力并不强大，不必修建得象北方长城那么坚固。由于石块常被周边民众拆去以修建房屋，今天的苗疆长城已经是断断续续，一些保存完好的城堡是最有特色的。根据凤凰县委宣传部干部杨志勇的回忆，他小时候的廖家桥镇就有边墙，并有东、西、南三个城门。在修建房屋、水库和渠道时就地取材，到1980年代时已经拆毁得差不多了。其他地方的保护状况也是如此，因此南长城大多是残缺的。
根据罗哲文教授的看法，在北方的明长城也称边墙，每一军防区的边墙有长有短。北京保卫明十三陵的“昌镇”有200余公里，与湖南“镇竿”镇（即今天的凤凰县）边墙的长度差不多。湘西长城不仅其防御体系与北方明长城一样，而且，其军事机构设置，官兵制度也都相同，因此该长城完全属于中国长城的一部分。

## 修复以及宣传
在南长城定论后，凤凰县政府和县委进行了一系列的修复和宣传活动。政府出资在永兴坪拉毫营盘段进行抢救维修，在2001年5月前共修复了1.78公里。
为了达到宣传的目的，“南长城2003年中韩围棋邀请赛”在凤凰县举行。相关单位耗资近20万元在南长城建起号称世界上最大的围棋盘，是标准棋盘的5051.83倍，边长31.7米，总面积1004.89平方米。常昊、曹薰铉等棋手前来下棋，近千观众现场观看，并且上百余家媒体电视直播。有业余爱好者为表尊重之意，竟然花一个多月时间徒步前来。

### 引用
1. ↑  南方长城2003中韩围棋邀请赛_竞技风暴_新浪网（页面存档备份，存于）

### 书籍
- 吴曦云, 吴厚生, 吴善淙. . 中央民族大学出版社. 2009. ISBN 9787811085471.
- 道上峰史.  (PDF). 中國史硏究. 2009-10, 62: 115–135  [2023-02-11]. （原始内容存档 (PDF)于2023-05-02） （日语）.}